# Sasanquin
Sasanquin (Eugenylprimverosid) ist natürlich vorkommendes Glycosid der Primverose mit dem Aglycon Eugenol.

## Vorkommen
Sasanquin kommt in verschiedenen Arten der Gattung Camellia vor, darunter Camellia sasanqua, Camellia vernalis, Camellia hiemalis und Camellia japonica. Es wurde auch als Marker herangezogen, um taxonomische Einteilungen von Arten und Kultivaren der Gattung Camellia vorzunehmen. Daneben kommt es in der Sauerkirsche, der Knolligen Kapuzinerkresse, Eleutherococcus brachypus aus der Gattung Eleutherococcus, Spiraea prunifolia aus der Gattung der Spiersträucher und in Rosa damascena vor.

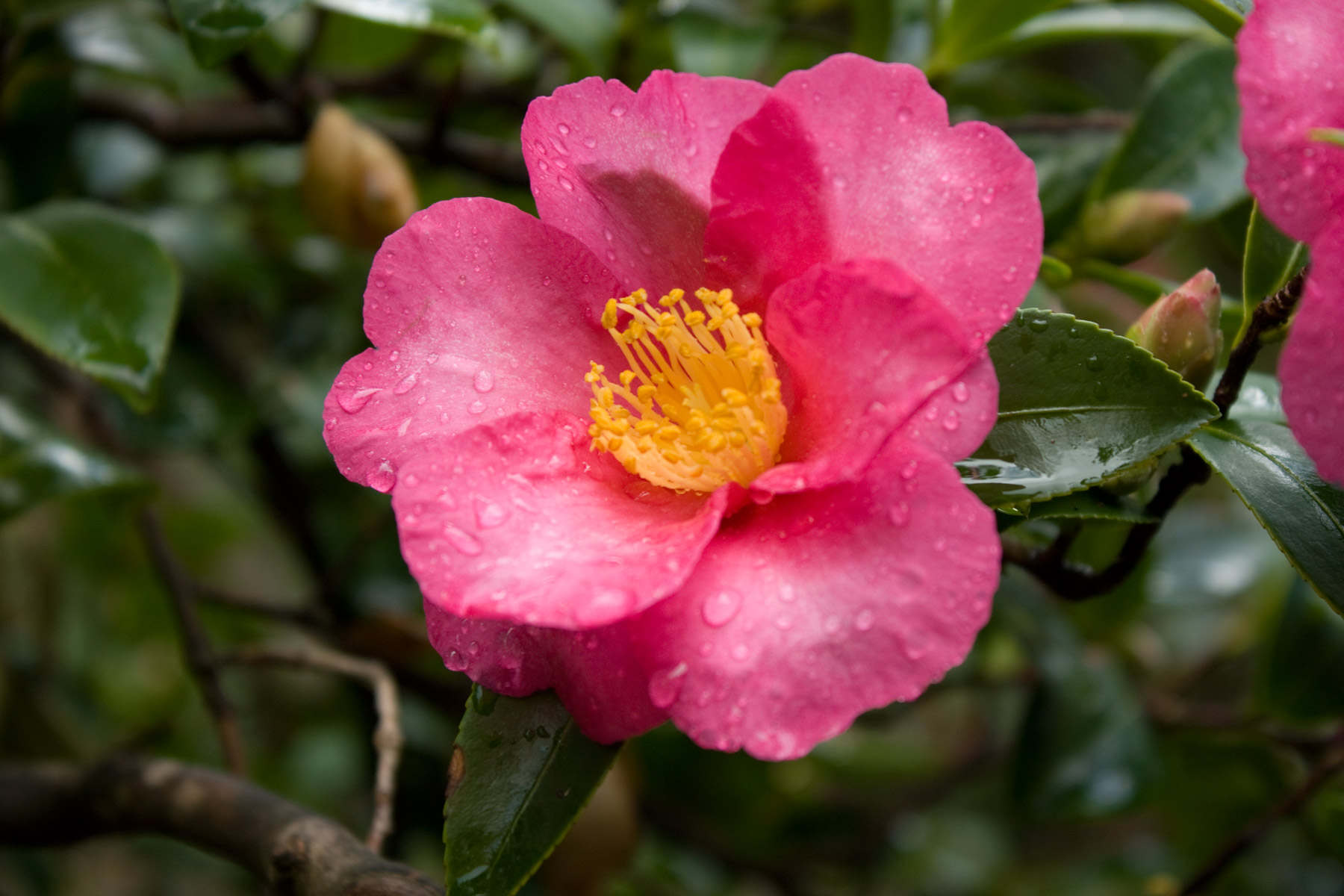
Camellia sasanqua
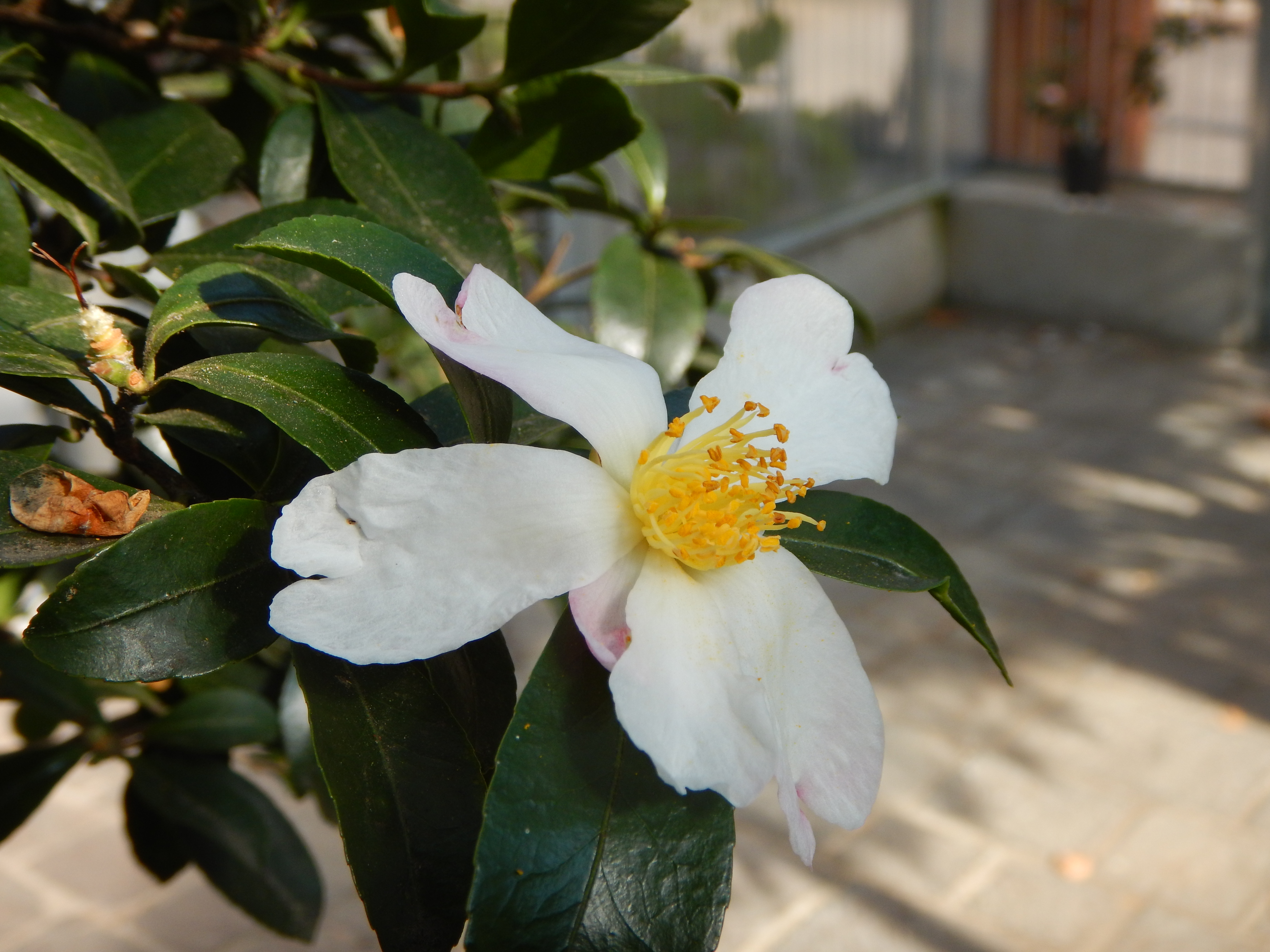
Camellia vernalis
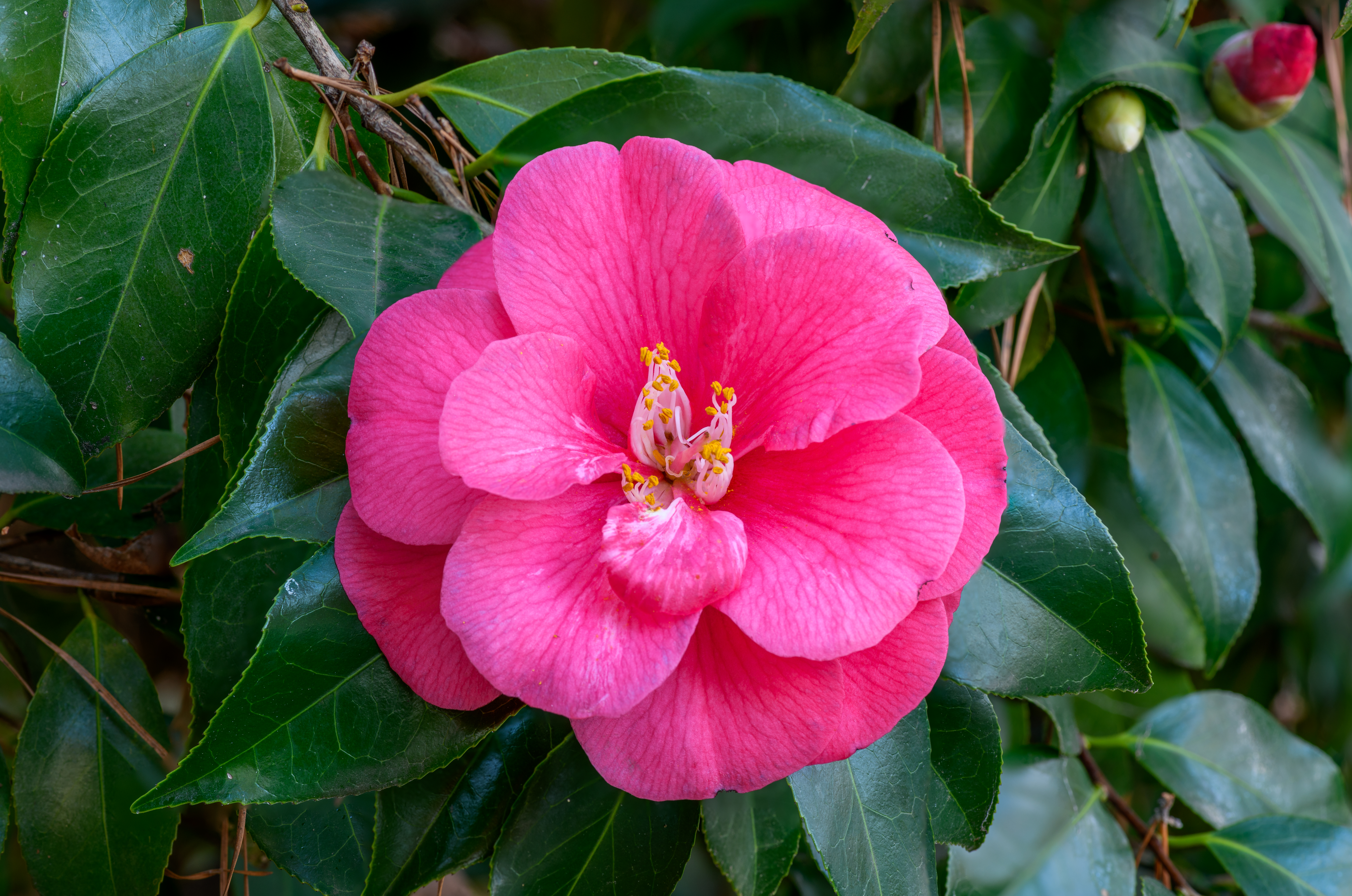
Camellia japonica
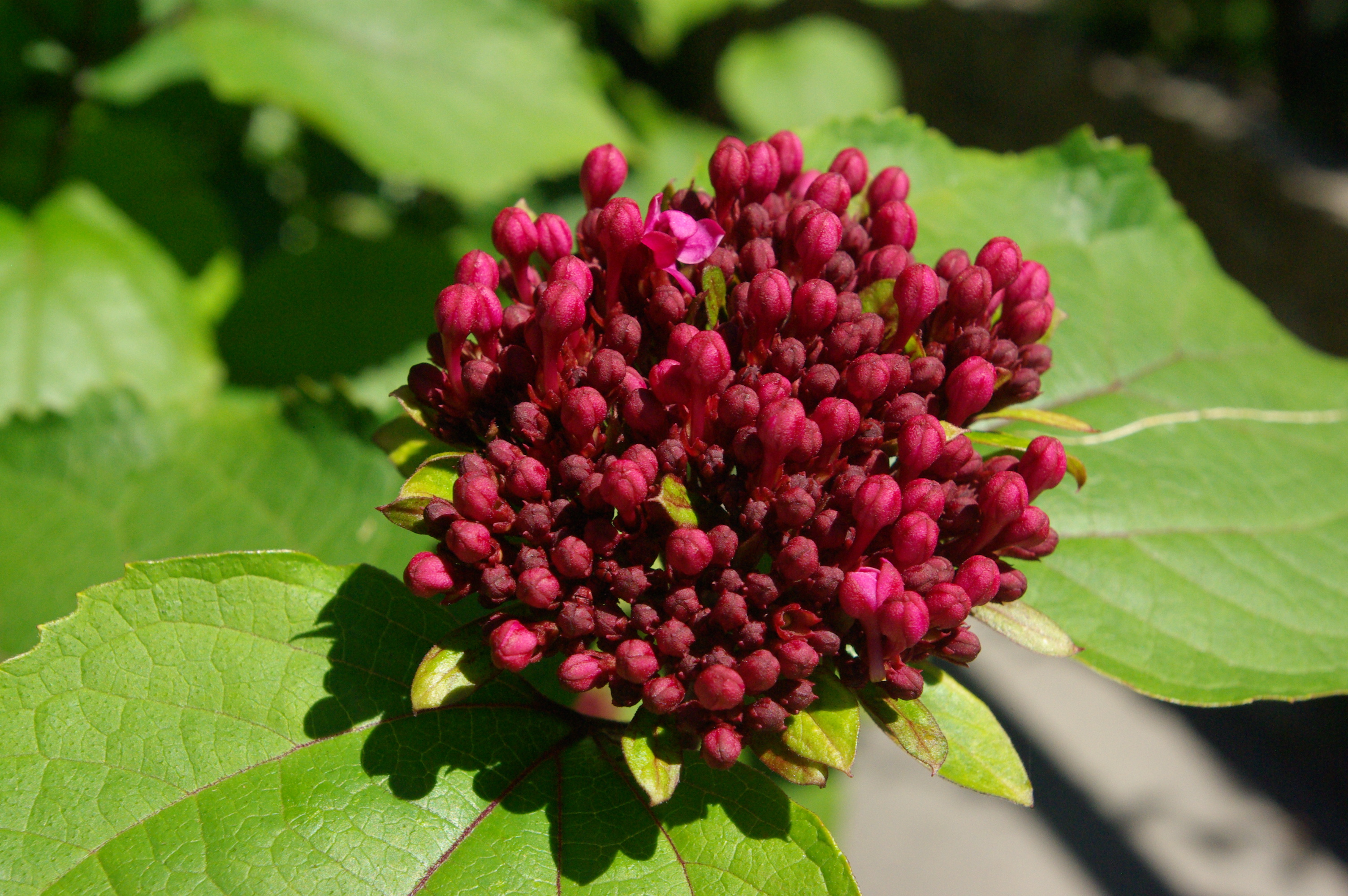
Spiraea prunifolia
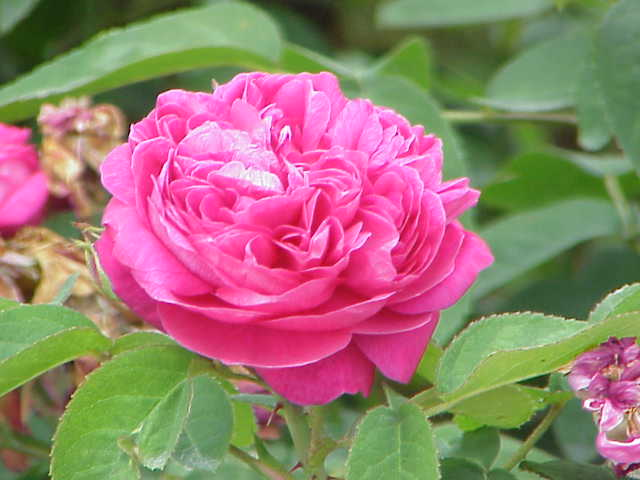
Rosa damascena

## Eigenschaften
Sasanquin wirkt gegen eine Zelllinie von Prostatakrebs.